# Terra incognita (Gojira)
Terra incognita è il primo album in studio del gruppo musicale francese Gojira, pubblicato il 19 aprile 2001 dalla Gabriel Editions.
L'album è stato ristampato nel 2003 dalla Boycott Records, nel 2005 dalla Mon Slip e nel 2009 e nel 2016 dalla Listenable Records.

## Tracce
Testi e musiche dei Gojira, eccetto dove indicato.
1. Clone – 5:00
2. Lizard Skin – 4:32
3. Satan Is a Lawyer – 4:25
4. 04 – 2:11 (testo: Alberto Rosa)
5. Blow Me Away You(niverse) – 5:12 (testo: Alberto Rosa, Joseph Duplantier)
6. 5988 Trillions de Tonnes – 1:20
7. Deliverance – 4:56
8. Space Time – 5:23
9. On the B.O.T.A – 2:49
10. Rise – 5:12
11. Fire Is Everything – 4:59
12. Love – 4:22
13. 1990 Quatrillions de Tonnes – 4:17
14. In the Forest – 12:11

Live in Antwerpen February 11th 2006 – tracce bonus nella riedizione del 2016
1. Clone – 4:46
2. Love – 4:15
3. Space Time – 5:22

## Formazione
Gruppo
- Mario Duplantier – batteria
- Christian Andreu – chitarra
- Joe Duplantier – voce, chitarra
- Jean-Michel Labadie – basso

Altri musicisti
- Marin – voce (traccia 13)
- Fleur – voce (traccia 13)
- Toto – voce (traccia 13)
- Laulel – voce (traccia 13)
- Phil – voce (traccia 13)
- Joe – voce (traccia 13)
- Aurélie – voce (traccia 13)
- Especiale – voce (traccia 13)
- Xuxu – voce (traccia 13)
- Mario – voce (traccia 13)
- Empalot – voce (traccia 13)
- Gaby – voce (traccia 13)
- Dominique – voce (traccia 13)
- Cricket – voce (traccia 13)
- Patty – voce (traccia 13)
- Tato – voce (traccia 13)
- Vrige – voce (traccia 13)
- Karl – voce (traccia 13)
- Julie – voce (traccia 13)
- Xixu – voce (traccia 13)
- Nicky – voce (traccia 13)
- Jeannot – voce (traccia 13)
- Defré – voce (traccia 13)
- Laurentx – voce (traccia 13)

Produzione
- Gojira – produzione
- Gabriel Editions – produzione
- Stephan Kraemer – ingegneria del suono, missaggio
- Jean-Pierre Chalbos – mastering
- Seb Dupuis – mastering
- Laurentx Etxemendi – ingegneria del suono e missaggio (tracce 4 e 13)
- Joseph Duplantier – ingegneria del suono e missaggio (tracce 4 e 13), copertina
- Phil Allemant – preproduzione
- Gabrielle Duplantier – fotografia